# Danh sách vườn quốc gia tại Nam Phi
Cục Công viên quốc gia Nam Phi (SANParks) thuộc Bộ Môi trường và Nước là đơn vị chịu trách nhiệm quản lý các vườn quốc gia tại Nam Phi. Được thành lập vào năm 1926, hiện nay đơn vị này quản lý 21 vườn quốc gia với tổng diện tích 4.000.000 hécta (40.000 km2), chiếm hơn 3% diện tích của đất nước.
Vườn quốc gia Kruger là vườn quốc gia nổi tiếng nhất, lâu đời nhất (thành lập vào năm 1898) và cũng là vườn quốc gia lớn nhất Nam Phi, với diện tích 2.000.000 hécta (20.000 km2) (bằng diện tích của tất cả các vườn quốc gia khác của Nam Phi cộng lại). Kruger cùng với Núi Bàn là hai vườn quốc gia có lượng khách du lịch ghé thăm nhiều nhất Nam Phi.

## Danh sách
| Tên                                                                                     | Hình ảnh | Vị trí                                                                | Thành lập | Diện tích |
| --------------------------------------------------------------------------------------- | -------- | --------------------------------------------------------------------- | --- | --- |
| Vườn quốc gia Addo Elephant                                                             |          | Đông Cape 33°16′N 25°26′Đ / 33,26°N 25,44°Đ                           | 1931 | 1.642 km2 (634 dặm vuông Anh)                                                                                         |
| Vườn quốc gia Agulhas                                                                   |          | Tây Cape 34°30′N 20°00′Đ / 34,5°N 20°Đ                                | 14 tháng 9 năm 1998                                                                                                   | 56,9 km2 (22,0 dặm vuông Anh)                                                                                         |
| Vườn quốc gia Richtersveld (một phần của Công viên xuyên biên giới Ai-Ais/Richtersveld) |          | Bắc Cape 28°03′14″N 17°02′05″Đ / 28,053889°N 17,034722°Đ              | 1991 | 5.920 km2 (2.290 dặm vuông Anh) 1.624 km2 (627 dặm vuông Anh) 4.611 km2 (1.780 dặm vuông Anh)                         |
| Vườn quốc gia Thác nước Augrabies                                                       |          | Bắc Cape 28°35′28″N 20°20′18″Đ / 28,591111°N 20,338333°Đ              | 1966 | 417 km2 (161 dặm vuông Anh)                                                                                           |
| Vườn quốc gia Bontebok                                                                  |          | Tây Cape 34°04′00″N 20°27′00″Đ / 34,066667°N 20,45°Đ                  | 1931 | 27,9 km2 (10,8 dặm vuông Anh)                                                                                         |
| Vườn quốc gia Camdeboo                                                                  |          | Đông Cape 32°15′N 24°30′Đ / 32,25°N 24,5°Đ                            | 30 tháng 10 năm 2005 1979 (Khu bảo tồn thiên nhiên Karoo)                                                             | 194 km2 (75 dặm vuông Anh)                                                                                            |
| Vườn quốc gia Garden Route                                                              |          | Tây Cape 34°00′N 23°15′Đ / 34°N 23,25°Đ                               | 6 tháng 3 năm 2009 1985 (Khu vực hồ quốc gia Knysna) 1964 (Vườn quốc gia Tsitsikamma) 1985 (Vườn quốc gia Wilderness) | 1.570 km2 (610 dặm vuông Anh) (150 km2 (58 dặm vuông Anh)) (639 km2 (247 dặm vuông Anh)) (106 km2 (41 dặm vuông Anh)) |
| Vườn quốc gia Cao nguyên Cổng Vàng                                                      |          | Free State 28°30′22″N 28°37′00″Đ / 28,506111°N 28,616667°Đ            | 1963 | 116 km2 (45 dặm vuông Anh)                                                                                            |
| Vườn quốc gia Karoo                                                                     |          | Tây Cape 32°21′00″N 22°35′00″Đ / 32,35°N 22,583333°Đ                  | 1979 | 831 km2 (321 dặm vuông Anh)                                                                                           |
| Vườn quốc gia Kalahari Gemsbok (một phần của Công viên xuyên biên giới Kgalagadi)       |          | Bắc Cape 25°46′00″N 20°23′00″Đ / 25,766667°N 20,383333°Đ              | 31 tháng 7 năm 1931 (chưa xác thực) (12 tháng 5 năm 2000)                                                             | 33.551 km2 (12.954 dặm vuông Anh) 9.591 km2 (3.703 dặm vuông Anh) 38.000 km2 (15.000 dặm vuông Anh)(est.)             |
| Vườn quốc gia Kruge                                                                     |          | Limpopo và Mpumalanga 24°00′41″N 31°29′07″Đ / 24,011389°N 31,485278°Đ | 31 tháng 5 năm 1926                                                                                                   | 19.623 km2 (7.576 dặm vuông Anh)                                                                                      |
| Vườn quốc gia Mapungubwe                                                                |          | Limpopo 25°46′00″N 20°23′00″Đ / 25,766667°N 20,383333°Đ               | 1995 | 53,6 km2 (20,7 dặm vuông Anh)                                                                                         |
| Vườn quốc gia Marakele                                                                  |          | Limpopo 22°15′N 29°12′Đ / 22,25°N 29,2°Đ                              | 1994 | 507 km2 (196 dặm vuông Anh)                                                                                           |
| Vườn quốc gia Mokala                                                                    |          | Bắc Cape 29°10′00″N 24°21′00″Đ / 29,166667°N 24,35°Đ                  | 19 tháng 6 năm 2007                                                                                                   | 196 km2 (76 dặm vuông Anh)                                                                                            |
| Vườn quốc gia Ngựa vằn núi Nam Phi                                                      |          | Đông Cape 32°11′00″N 25°37′00″Đ / 32,183333°N 25,616667°Đ             | 1937 | 284 km2 (110 dặm vuông Anh)                                                                                           |
| Vườn quốc gia Namaqua                                                                   |          | Bắc Cape 30°02′36″N 17°35′10″Đ / 30,043333°N 17,586111°Đ              | 1999 | 1.350 km2 (520 dặm vuông Anh)                                                                                         |
| Vườn quốc gia Núi Bàn                                                                   |          | Tây Cape 33°58′00″N 18°25′30″Đ / 33,966667°N 18,425°Đ                 | 19 tháng 5 năm 1998                                                                                                   | 243 km2 (94 dặm vuông Anh)                                                                                            |
| Vườn quốc gia Tankwa Karoo                                                              |          | Bắc Cape 32°15′N 19°45′Đ / 32,25°N 19,75°Đ                            | 19 tháng 5 năm 1986                                                                                                   | 1.216 km2 (470 dặm vuông Anh)                                                                                         |
| Vườn quốc gia West Coast                                                                |          | Tây Cape 33°07′15″N 18°04′00″Đ / 33,120833°N 18,066667°Đ              | 1985 | 363 km2 (140 dặm vuông Anh)                                                                                           |